# 熊谷連隊区
熊谷連隊区（くまがやれんたいく）は、大日本帝国陸軍の連隊区の一つ。1907年（明治40年）に設置され、埼玉県の一部地域の徴兵・召集等の兵事事務を取り扱った。1925年（大正14年）に廃止された。

## 沿革
日本陸軍の内地19個師団体制に対応するため陸軍管区表が改正（明治40年9月17日軍令陸第3号）され、1907年10月1日、熊谷連隊区を新設し第14師管第28旅管に属した。その管轄区域は陸軍管区表（明治40年軍令陸第3号）により次のとおり定められた。管轄区域は高崎連隊区から編入して形成された。
- 埼玉県

大里郡・比企郡・入間郡・児玉郡・秩父郡
1923年（大正12年）3月31日、陸軍管区表が改正（大正12年軍令陸第3号）され、管轄区域に新設の川越市が加えられた。
日本陸軍の第三次軍備整理に伴い陸軍管区表が改正（大正14年4月6日軍令陸第2号）され、1925年5月1日に熊谷連隊区は廃止された。旧管轄区域は二分割され、川越市・比企郡・入間郡・秩父郡を麻布連隊区に、大里郡・児玉郡を本郷連隊区にそれぞれ編入した。

## 司令官
- 粟野陽二郎 歩兵少佐：1907年10月3日 - 1910年11月30日
- 景山呈作 歩兵少佐：1910年11月30日 - 1912年3月9日
- 粟野陽二郎 歩兵中佐：1912年3月9日 - 1913年2月25日
- 高梨慶三郎 歩兵中佐：1913年2月25日 - 1915年1月25日
- 佐藤武文 歩兵中佐：1915年1月25日 - 1916年11月15日
- 湯地春吉 歩兵中佐：1916年11月15日 -
- 志賀剛二 歩兵中佐：不詳 - 1920年8月10日[3]
- 登坂伴次郎 歩兵中佐：1920年8月10日[3] -